# Cuauhtémoc, Colima
Cuauhtémoc är en kommunhuvudort i Mexiko.   Den ligger i kommunen Cuauhtémoc och delstaten Colima, i den södra delen av landet, 500 km väster om huvudstaden Mexico City. Cuauhtémoc ligger 946 meter över havet och antalet invånare är 8 986.
Terrängen runt Cuauhtémoc är kuperad, och sluttar söderut. Runt Cuauhtémoc är det ganska tätbefolkat, med 111 invånare per kvadratkilometer. Närmaste större samhälle är Colima, 15,7 km sydväst om Cuauhtémoc. Trakten runt Cuauhtémoc består till största delen av jordbruksmark.